# Hertig Karl, skymfande Klas Flemings lik
Hertig Karl, skymfande Klas Flemings lik är en målning av Albert Edelfelt från 1878, som föreställer Hertig Karl när han skymfar Klas Flemings lik.
År 1877 hade Albert Edelfelt målat Drottning Blanka vilken gjort succé i Paris. I februari 1877 hade han skrivit till sin mor:
"Nog vore det roligare att måla något från Wasatiden. Medeltiden var ändå en barbarisk tidsålder utan några andra idéer än de stores egennytta och katolsk fanatism."
Målningen avbildar en händelse som dock aldrig har ägt rum i verkligheten. Fleming, som var ståthållare i Finland, hade varit en av hertig Karls (sedermera Karl IX) starkaste motståndare i maktkampen med Sigismund. Kort efter Flemings död år 1597 erövrade hertig Karl Åbo slott där Flemings änka Ebba Stenbock styrde. Fleming hade ännu inte begravts och enligt en anekdot ska hertig Karl ha öppnat kistan i slottskapellet (nuvarande Sturekyrkan) för att övertyga sig om att hans fiende verkligen var död. När han såg att det verkligen var Fleming i kistan ska han ha dragit honom i skägget och sagt: "Om du nu levat hade ditt huvud icke suttit mycket säkert." På detta ska Ebba Stenbock ha svarat: "Om min salige herre levat, så hade Hans Nåd aldrig kommit här in."
Edelfelt vinnlade sig om att få målningen så autentisk som möjligt. Åbo slott användes som sädesmagasin och dit hade inte Edelfelt tillträde. Istället fick han titta på gravvalven i Åbo domkyrka. Precis som Drottning Blanka blev målningen antagen till vårsalongen i Paris där den fick bra betyg även om den ansågs teatralisk och någon ansåg att hertig Karl stod för nära kistan. Edelfelt själv ogillade tavlan och ansåg den vara alltför konventionell.
Tavlan inköptes av Finska Konstföreningen på hösten 1879 för 4 000 finska mark. Den hör till Finlands Nationalgalleris samlingar och har sedan 1960 varit i Åbo slott.